# Gère-Bélesten
Gère-Bélesten é uma comuna francesa na região administrativa da Nova Aquitânia, no departamento dos Pirenéus Atlânticos. Estende-se por uma área de 12,58 km². Em 2010 a comuna tinha 193 habitantes (densidade: 15,3 hab./km²).